# Trigonotàrbids
Els trigonotàrbids (Trigonotarbida) són un ordre extint d'aràcnids que s’estenen des del Silurià tardà al principi del Permià (419-290 milions d’anys enrere). Es coneixen de diverses localitats d'Europa i Amèrica del Nord i en un sol cas de l'Argentina. Els Trigonotàrbids eren com aranyes que no produïen fil. La seva mida era de pocs mil·límetres a pocs centímetres de llargada i tenien un abdomen segmentat. Probablement depredaven altres artròpodes i algunes espècies tardanes tenien una armadura. S'han descrit unes 70 espècies; la majoria dels fòssils es van originar al període Carbonífer.

## Relacions
Els primers estudis tendien a confondre els trigonotàrbids amb altres grups d’aràcnids extints o vivents particularment amb els opilions. Anthracomartida i un altre grup extint, Haptopoda, foren agrupats en la subclasse Stethostomata. Trigonotarbida va ser ubicat a la seva pròpia subclasse Soluta.

## Anatomia
Els Trigonotàrbids superficialment semblaven aranyes, però fàcilment es veuen els seus tergites sobre la cara dorsal de l'abdomen dividit en plaques. Aquest tret és compartit amb els Ricinulei.

## Sistemàtica
- TRIGONOTARBIDA Petrunkevitch, 1949
  - = Anthracomarti Karsch, 1882
  - = Meridogastra Thorell & Lindström, 1885
  - = Eurymarti Matthew, 1895

- plesion taxa
- Palaeotarbus Dunlop, 1999
  - = Eotarbus Dunlop, 1996 [preocupat]
  - Palaeotarbus jerami (Dunlop, 1996) — Silurià, Anglaterra
- Alkenia Størmer, 1970
  - Alkenia mirabilis Størmer, 1970 — Devonià, Alemanya

- PALAEOCHARINIDAE Hirst, 1923
- Aculeatarbus Shear, Selden & Rolfe, 1987
  - Aculeatarbus depressus Shear, Selden & Rolfe, 1987 — Devonià, USA
- Gelasinotarbus Shear, Selden & Rolfe, 1987
  - Gelasinotarbus bifidus Shear, Selden & Rolfe, 1987 — Devonià, USA
  - Gelasinotarbus bonamoae Shear, Selden & Rolfe, 1987 — Devonià, USA
  - Gelasinotarbus heptops Shear, Selden & Rolfe, 1987 — Devonià, USA
  - Gelasinotarbus reticulatus Shear, Selden & Rolfe, 1987 — Devonià, USA
- Gigantocharinus Shear, 2000
  - Gigantocharinus szatmaryi Shear, 2000 — Devonià, USA
- Gilboarachne Shear, Selden & Rolfe, 1987
  - Gilboarachne griersoni Shear, Selden & Rolfe, 1987 — Devonià USA
- Palaeocharinus Hirst, 1923
- = Palaeocharinoides Hirst, 1923
  - Palaeocharinus calmani Hirst, 1923 — Devonià, Escòcia
  - Palaeocharinus hornei (Hirst, 1923) — Devonià, Escòcia
  - Palaeocharinus kidstoni Hirst, 1923 — Devonià, Escòcia
  - Palaeocharinus rhyniensis Hirst, 1923 — Devonià, Scotland
  - Palaeocharinus scourfieldi Hirst, 1923 — Devonià,
  - Palaeocharinus tuberculatus Fayers, Dunlop & Trewin, 2005 — Devonià,

- ANTHRACOMARTIDAE Haase, 1890
  - = PROMYGALIDAE Frič, 1904
  - = BRACHYPYGIDAE Pocock, 1911
  - = CORYPHOMARTIDAE Petrunkevitch, 1945
  - = PLEOMARTIDAE Petrunkevitch, 1945
- Anthracomartus Karsch, 1882
  - Anthracomartus granulatus Frič, 1904 — Carbonífer tardà, Polònia
  - Anthracomartus voelkelianus Karsch, 1882 — Carbonífer tardà, Polònia
- Brachylycosa Frič, 1904 
  - = Perneria Frič, 1904
  - Brachylycosa carcinoides (Frič, 1901) — Carbonífer tardà, Txèquia
    - = Promygale rotundata Frič, 1901
    - = Perneria salticoides Frič, 1904

  - Brachylycosa kustae Petrunkevitch, 1953 — Carbonífer tardà, Txèquia
- Brachypyge Woodward, 1878
  - Brachypyge carbonis Woodward, 1878 — Carbonífer tardà,, Bèlgica
- Cleptomartus Petrunkevitch, 1949
  - Cleptomartus denuiti (Pruvost, 1922) — Carbonífer tardà,, Bèlgica
  - Cleptomartus hangardi Guthörl, 1965 — Carbonífer tardà,, Alemanya
  - Cleptomartus plautus Petrunkevitch, 1949 — Carbonífer tardà,, Anglaterra
  - Cleptomartus planus Petrunkevitch, 1949 — Carbonífer tardà, Anglaterra
- Coryphomartus Petrunkevitch, 1945
  - Coryphomartus triangularis (Petrunkevitch, 1913) — Carbonífer tardà,, Canadà
- Cryptomartus Petrunkevitch, 1945
  - Cryptomartus hindi (Pocock, 1911) — Carbonífer tardà,, Anglaterra
  -  ?Cryptomartus meyeri Guthörl, 1964 — Carbonífer tardà,, Alemanya
  - Cryptomartus priesti Pocock, 1911 — Carbonífer tardà, Anglaterra
  - Cryptomartus radvanicensis Opluštil, 1985 — Carbonífer tardà,, Txèquia
  - Cryptomartus rebskei Brauckmann, 1984 — Carbonífer tardà,, Alemanya
- Maiocercus Pocock, 1911
  - Maiocercus celticus (Pocock, 1902) — Carbonífer tardà,, Europa
    - = Maiocercus orbicularis Gill, 1911
- Oomartus Petrunkevitch, 1953
  - Oomartus nyranensis Petrunkevitch, 1953 — Carbonífer tardà,, Txèquia
- Pleomartus Petrunkevitch, 1945
  - Pleomartus palatinus (Ammon, 1901) — Carbonífer tardà,, Alemanya
  - Pleomartus trilobitus (Scudder, 1884) — Carbonífer tardà,, USA
- Promygale Frič, 1901
  - Promygale bohemica (Frič, 1901) — Carbonífer tardà,, Txèquia
  - Promygale elegans Frič, 1901 — Carbonífer tardà,, Txèquia
  - Promygale minor Kušta, 1884 — Carbonífer tardà,s, Txèquia
    - = Anthracomartus socius Kušta, 1888

  - Promygale janae Opluštil, 1986 — Carbonífer tardà,, Txèquia

- ANTHRACOSIRONIDAE Pocock, 1903
- Anthracosiro Pocock, 1903
  - Anthracosiro fritschii Pocock, 1903 — Carbonífer tardà,, Europa
    - = Anthracosiro elongatus Waterlot, 1934

  - Anthracosiro woodwardi Pocock, 1903 — Carbonífer tardà,, Europa
    - = Anthracosiro corsini Pruvost, 1926
    - = Anthracosiro latipes Gill, 1909)
- Arianrhoda Dunlop & Selden, 2004
  - Arianrhoda bennetti Dunlop & Selden, 2004 — Devonià, Gal·les

- TRIGONOTARBIDAE Petrunkevitch, 1949
- Archaeomartus Størmer, 1970 — Devonià, Alemanya
  - Archaeomartus levis Størmer, 1970 — Devonià, Alemanya
  - Archaeomartus roessleri Dunlop & Brauckmann, 2006 — Carbonífer tardà,, Alemanya
  - Archaeomartus tuberculatus Størmer, 1970 — Early Devonian, Alemanya
- Trigonotarbus Pocock, 1911
  - Trigonotarbus arnoldi Petrunkevitch, 1955 — Carbonífer tardà,, França
  - Trigonotarbus johnsoni Pocock, 1911— Carbonífer tardà,, Anglaterra
  - Trigonotarbus stoermeri Schultka, 1991 —Devonià, Alemanya

- LISSOMARTIDAE Dunlop, 1995
- Lissomartus Petrunkevitch, 1949
  - Lissomartus carbonarius (Petrunkevitch, 1913) — Carbonífer tardà,, USA
  - Lissomartus schucherti (Petrunkevitch, 1913) — Carbonífer tardà,USA

- APHANTOMARTIDAE Petrunkevitch, 1945
  - = TRIGONOMARTIDAE Petrunkevitch, 1949
- Aphantomartus Pocock, 1911
- = Trigonomartus Petrunkevitch, 1913
- = Phrynomartus Petrunkevitch, 1945
  - Aphantomartus areolatus Pocock, 1911 —Principi del Carbonífer i tardà, Europa
    - = Aphantomartus pococki Pruvost, 1912
    - = Trigonomartus dorlodoti Pruvost, 1930
    - = Eophrynus waechteri Guthörl, 1938
    - = ?Trigonomartus pruvosti van der Heide, 1951
    - = ?Brachylycosa manebachensis Müller, 1957

  - Aphantomartus ilfeldicus (Scharf, 1924) — Permià, Alemanya
  - Aphantomartus pustulatus (Scudder, 1884) — Carbonífer tardà,, Europa, Amèrica del Nord
    - = ?Kreischeria villeti Pruvost, 1912
    - = Cleptomartus plötzensis Simon, 1971

- KREISCHERIIDAE Haase, 1890
- Anzinia Petrunkevitch, 1953
  - Anzinia thevenini (Pruvost, 1919) — Carbonífer tardà,, França
- Gondwanarache Pinto & Hünicken, 1980
  - Gondwanarache argentinensis Pinto & Hünicken, 1980 — Carbonífer tardà,, Argentina
- Hemikreischeria Frič, 1904
  - Hemikreischeria geinitzi (Thevenin, 1902) — Carbonífer tardà,, França
- Kreischeria Geinitz, 1882
  - Kreischeria wiedei Geinitz, 1882 — Carbonífer tardà,, Alemanya
- Pseudokreischeria Petrunkevitch, 1953
  - Pseudokreischeria pococki (Gill, 1924) — Carbonífer tardà, Anglaterra
    - = Eophrynus varius Petrunkevitch, 1949
- EOPHRYNIDAE Karsch, 1882
  - = HEMIPHRYNIDAE Frič, 1904
- Areomartus Petrunkevitch, 1913
  - Areomartus ovatus Petrunkevitch, 1913 — Carbonífer tardà,, USA
- Eophrynus Woodward, 1871
  - Eophrynus prestvicii (Buckland, 1837) — Carbonífer tardà,, Anglaterra
  - Eophrynus udus Brauckmann, Koch & Kemper, 1985 — Carbonífer tardà,, Alemsanya
- NyranytarbusHarvey & Selden, 1995
- = Hemiphrynus Frič, 1901 [pre-ocupat]
  - Nyranytarbus hofmanni (Frič, 1901) — Carbonífer tardà,, Txèquia
  - Nyranytarbus longipes (Frič, 1901) - Carbonífer tardà,, Txèquia
- Petrovicia Frič, 1904 
  - Petrovicia proditoria Frič, 1904 — Carbonífer tardà, Txèquia
- Planomartus Petrunkevitch, 1953
  - Planomartus krejcii (Kušta, 1883) — Carbonífer tardà, Txèquia
    - = Anthracomartus affinis Kušta, 1885
- Pleophrynus Petrunkevitch, 1945a
  - Pleophrynus verrucosus (Pocock, 1911) — Carbonífer tardà, UK, USA
    - = Eophrynus warei Dix & Pringle, 1930
    - = Pleophrynus ensifer Petrunkevitch, 1945
    - = Eophrynus jugatus Ambrose & Romano, 1972
- Pocononia Petrunkevitch, 1953
  - Pocononia whitei (Ewing, 1930) — Carbonífer tardà, USA
- Somaspidion Jux, 1982
  - Somaspidion hammapheron Jux, 1982
- Stenotrogulus Frič, 1904
- = Cyclotrogulus Frič, 1904
- = Pseudoeophrynus Příbyl, 1958
  - Stenotrogulus salmii (Stur, 1877)— Carbonífer tardà, Txèquia
    - = Cyclotrogulus sturii Frič, 1904 [non Hasse, 1890]
    - = Pseudoeophrynus ostraviensis Příbyl, 1958
- Vratislavia Frič, 1904
- Vratislavia silesica (Roemer, 1878) — Carbonífer tardà, Polònia

Trigotarbida incertae sedis
- Anthracophrynus Andrée, 1913
  - Anthracophrynus tuberculatus Andrée, 1913 — Carbonífer tardà, Alemanya
- ‘Eophrynus’
  - ‘Eophrynus’ scharfi Scharf, 1924 — Principi del Permià, Alemanya

- nomina dubia
  - Anthracomartus buchi (Goldenberg, 1873) — Carbonífer tardà, Alemanya
  - Anthracomartus hageni (Goldenberg, 1873) — Carbonífer tardà s, Alemanya
  - Elaverimartus pococki Petrunkevitch, 1953 — Carbonífer tardà Escòcia
  - Eurymartus latus Matthew, 1895 — Late Carboniferous, Canada
  - ?Eurymartus spinulosus Matthew, 1895 — Carbonífer tardà, Canadà
  - Trigonomartus woodruffi (Scudder, 1893) — Carbonífer tardà, USA